# Gustave Benjamin Boyer
Pour l’article homonyme, voir Boyer.
Gustave Benjamin Boyer, né le 29 novembre 1871 à Saint-Laurent (Québec) et décédé le 2 décembre 1927, était médecin vétérinaire, journaliste, conférencier et homme politique québécois.

## Biographie
Né sur l'île de Montréal, Gustave Boyer étudie au Collège Saint-Laurent. Il devient spécialiste en agriculture au Québec et contribua sur cette question dans les journaux La Patrie et Le Canada. 
Il est élu député du Parti libéral du Canada dans la circonscription fédérale de Vaudreuil en 1904. Il est réélu en 1908, 1911 et dans Vaudreuil-Soulanges à titre de Libéraux de Laurier en 1917 et en 1921. Il démissionne en 1922 pour accepter le poste de sénateur de la division de Rigaud que lui offre le premier ministre William Lyon Mackenzie King. Il y demeure jusqu'à son décès en 1927.
Concurremment à ses fonctions de député, Gustave Boyer est maire de la municipalité de Rigaud à trois reprises, soit en 1907, de 1913 à 1916 et de 1918 à 1919.